# Альдегіди
Альдегі́ди — аліфатичні та ароматичні органічні хімічні сполуки, що містять альдегідну групу -COH. Альдегіди та кетони характеризуються тим, що містять однакову функціональну групу, яку називають карбонільною або оксогрупою. Альдегіди та кетони відрізняються за характером атомів, що оточують карбонільну групу: у альдегідів хоча б один з валентностей вуглецю карбонільної групи витрачається на зв'язок з воднем. У кетонів обидві валентності карбонільної групи витрачаються на зв'язок з вуглеводневими залишками.

## Загальний опис
Назва утворена від алкоголю дегідратацій, тобто алкоголю, з якого вилучений водень. Аліфатичні альдегіди — це зазвичай рідини, наприклад, етаналь (ацетальдегід), пропаналь. Ароматичні представники цього класу можуть бути, як рідкими (бензальдегід), так і твердими (ванілін).
Для всіх альдегідів, крім формальдегіду, дві протилежні сторони карбонільної групи прохіральні енантіотопні. Здатні утворювати гідратну форму RCH(OH)2, особливо якщо група R — сильний електроноакцептор. Легко окиснюються до кислот. При відновленні дають спирти. Приєднують нуклеофіли, утворюючи ціангідрини або оксинітрили RHC(OH)CN, ацеталі RHC(OH)OAlk, з воденьвмісними нуклеофілами реакція йде далі (з утворенням азометинів, енамінів, оксимів, гідразонів, нітронів). Реакції також перебігають за участю атома Н-альдегідної групи (бензоїнова, формоїнова конденсації), альдегіди здатні приєднуватися до олефінів (реакція Прінса) та ін.

## Фізичні властивості
Метаналь (формальдегід) — газ. Альдегіди з C2–C15 — безбарвні рідини, починаючи з альдегіду C16, молекули — тверді, переважно розчинні у воді. Метаналь — газ з гострим запахом, альдегіди з C3–C6  мають неприємний запах, вищі альдегіди мають приємний запах.
Вищі альдегіди і кетони добре розчинні у органічних розчинниках. Енергія подвійного зв'язку карбонільної групи відрізняється від енергії подвійного зв'язку етилену. Це є наслідком електроноакцепторної дії атома кисню. 
Дуже характерні інфрачервоні спектри карбонільних сполук в інтервалі 1755–1695 см-1. Тут спостерігаються чіткі максимуми поглинання, зумовлені валентними коливаннями групи  C=O. Альдегіди поглинають на більших частотах, ніж кетони.

## Синтез
Окиснювання первинних спиртів, у результаті чого група СН2ОН втрачає водень, а кисень з'єднується подвійним зв'язком з атомом вуглецю (альдегідна група, -СНО).
Ароматичні альдегіди отримують реакцією формілювання.

## Ідентифікація
Найбільш типовими реакціями для ідентифікації альдегідної групи є реакції відновлення свіжоосадженого осаду гідроксиду міді(II) (реакція Троммера) або амоніачного розчину оксиду срібла (реакція срібного дзеркала з окисненням альдегіду до відповідної карбонової кислоти. В першому випадку реагент готують осадженням лугом із розчину солі міді (наприклад сульфату міді):
CuSO4 + 2NaOH → Cu(OH)2↓ (блакитний осад) + Na2SO4
2Cu(OH)2 + RCHO → Cu2O (жовтий) + RCOOH + 2H2O
Осад Cu(OH)2 має бути свіжим, бо з часом кристалізується втрачаючи активність. З тієї ж причини малопридатний осад утворений осадженням амоніаком або лугами в присутності солей амонію: осад відразу утворюється більш крупнокристалічним (при розчиненні Cu(OH)2 або CuO в водному розчині амоніаку і повільному вивітрюванні останнього можна отримати кристали видимих розмірів). Реакція з альдегідом проводиться при нагріванні. Жовтий Cu2O з часом перекристалізовується в червоний.
У другому випадку оксид срібла осаджують із розчину його нітрату лугом чи амоніаком з наступним додаванням амоніаку до розчинення утвореного осаду:
2AgNO3 + 2NaOH → Ag2O + 2NaNO3 + H2O: Ag2O + 4NH3 + H2O → 2[Ag(NH3)2]OH
2[Ag(NH3)2]OH + RCHO → 2Ag↓ + RCOONH4 +H2O + 3NH3
Утворений в другій реакції розчин (реактив Толленса) не зберігають (утворюється легко детонуючий осад сполук срібла з азотом). Реакція з альдегідом проходить при нагріванні, срібло осідає на поверхнях щільним дзеркальним шаром (реакція срібного дзеркала).
Реактив Фелінга або компоненти для його приготування не такі поширені хоча і доступні.
Реакції можуть бути використані для ідентифікації природних цукрів (глюкоза на відміну від фруктози є альдегідом і вступає в згадані реакції, цукор (сахароза) при обробці розведеною кислотою розщеплюється на суміш глюкози з фруктозою), чим можуть користуватись хворі на цукровий діабет.